# Stephen Fry in America
Stephen Fry in America är en brittisk dokumentärserie från 2008 som i sex delar skildrar Stephen Frys resa genom USA:s samtliga delstater. Med serien vill Fry slå hål på brittisk antiamerikanism och ge en mer nyanserad bild av USA och dess folk.

## Avsnitt

### Säsong 1
| Nr | Titel                | Ämne | Besökta stater | Sändningsdatum   |
| -- | -------------------- | --- | --- | ---------------- |
| 1  | New World            | Stephens resa börjar i New England med hummerfiske vid kusten i Maine. I New Hampshire åker han till toppen av Mount Washington och besöker ett valmöte med Mitt Romney under de amerikanska primärvalen. I Vermont bjuds han att skapa sin egen glassmak hos Ben & Jerry's. Han hälsar på hjortjägare i Adirondacks, Wicceaner i Salem och besöker en tebjudning hos Harvardprofessorn Peter Gomes. Fry besöker extravaganta hus på Rhode Island och åker till New York där han träffar taxiförare, goodfellas och ger Sting skjuts i sin taxi. Avsnittet avslutas med ett besök i Washington D.C. där han intervjuar Wikipedias grundare Jimmy Wales och en medlem av humorgruppen Capital Steps. | Maine, New Hampshire, Vermont, New York, Massachusetts, Connecticut, Rhode Island, New Jersey, Delaware, Maryland, Pennsylvania och Washington, D.C.. | 12 oktober 2008  |
| 2  | Deep South           | Stephen försöker luska ut vad som utskiljer den amerikanska södern. Han börjar med att korsa Mason-Dixon-linjen och besöker en kolgruva i West Virginia, en hästmarknad och ett bourbondestilleri i Kentucky, en likfarm i Tennessee, åker med varmluftsballong över Great Smoky Mountains, bjuds in till Thanks giving-middag i Miami och besöker en collegefotballsmatch i Alabama. | Virginia, West Virginia, Kentucky, Tennessee, North Carolina, South Carolina, Georgia, Florida och Alabama.                                           | 19 oktober 2008  |
| 3  | Mississippi          | En 320 mil lång resa längs Mississippifloden börjar i New Orleans under Mardi Gras, följt av ett besök på Morgan Freemans bluesklubb i Mississippi. Han paddlar kanot upp längs floden till Arkansas, besöker hemlösa i St. Louis och efter att ha tagit omvägen förbi Detroit utforskar han Chicago och dess plats i centrum för komedi- och bluesscenen. Han slutar resan vid en fårostgård i Wisconsin och invandrare av Hmongfolket som isfiskar i Minnesota. | Louisiana, Mississippi, Missouri, Iowa, Indiana, Ohio, Michigan, Illinois, Wisconsin och Minnesota.                                                   | 26 oktober 2008  |
| 4  | Mountains and Plains | Stephen besöker gränsvakter i Montana, en tidigare raketavfyrningsramp i Kansas och medlemmar av immigrationskontrollen INS i El Paso. Han besöker också den nordamerikanska vattendelaren och ett tysk-amerikanskt samhälle i North Dakota, Mount Rushmore och Crazy Horse-monumentet, Lakotafolket, en stor parkering för lastbilar på Interstate 80, Aspen i Colorado och Frälsningsarmen i Oklahoma. | Montana, Idaho, Wyoming, North Dakota, South Dakota, Nebraska, Kansas, Colorado, Oklahoma, och Texas.                                                 | 2 november 2008  |
| 5  | True West            | Stephen utforskar den urgamla staden Santa Fe, upptäcker banbrytande forskning i Los Alamos, äter friterat bröd med Navajoindianer i Monument Valley och liftar med en B-17 Flying Fortress till 309th Aerospace Maintenance and Regeneration Group. Han ser en vildavästern-show i Tucson, åker med husbåt runt Lake Powell, deltar i en teambuildingövning i Las Vegas och möter mer av arvet från Vilda Västern på Mustang Ranch innan han kommer fram till Stillahavskusten. | New Mexico, Utah, Arizona och Nevada. | 9 november 2008  |
| 6  | Pacific              | Stephen börjar i San Francisco där han utforskar China town och träffar Applechefen Jonathan Ive. Han tar en tur med Mendocino Countys sheriff, träffar studenter vid Humboldt State Uniersity, utforskar Oregons skogar med aktivister och Bigfootsökare och når slutet av kontinentala USA i Seattle. I Alaska möter Stephen fiskare och en grupp valfångare. Till sist åker han till Hawaii där han simmar med hajar, möter verklighetens Magnum, besöker en autentisk ö luau och avslutar sin resa vid Hawaiian Volcano Observatory. | Kalifornien, Oregon, Washington, Alaska och Hawaii.                                                                                                   | 16 november 2008 |